# جرون فان دير لي
جرون فان دير لي (بالهولندية: Jeroen van der Lely)‏ (22 مارس 1996 في هولندا - ) هو لاعب كرة قدم هولندي في مركز الدفاع. لعب مع تفينتي أنشخيدة وJong FC Twente ‏.

## وصلات خارجية
- جرون فان دير لي على موقع قاعدة بيانات كرة القدم.إي يو (الإنجليزية)
- جرون فان دير لي على موقع Soccerway.com (الإنجليزية)
- جرون فان دير لي على موقع عالم كرة القدم.نت (الإنجليزية)